# Artière
Pour les articles homonymes, voir Artière (homonymie).
L'Artière est une rivière française qui coule dans le département du Puy-de-Dôme, en région Auvergne-Rhône-Alpes, et un affluent de rive gauche de l'Allier, donc un sous-affluent de la Loire.

## Géographie
De 30,4 km de long, l'Artière a un cours globalement dirigé vers le nord-est. Elle longe par l'est l'agglomération de Clermont-Ferrand, arrose Aulnat et se jette dans l'Allier aux Martres-d'Artière. Au début de son parcours, elle est elle-même formée par la réunion de plusieurs petits ruisseaux nés sur le plateau des Dômes au pied de la chaîne des Puys.
L'Artière reçoit les eaux de la station d'épuration de Clermont Auvergne Métropole à Aulnat.
Elle est couverte dans la plus grande partie de l'agglomération de Clermont-Ferrand, jusqu'à Aulnat, puis canalisée dans la traversée de cette ville. Un projet, piloté par le Conseil départemental et Clermont-Communauté, vise à reconstituer une rivière vivante sur la commune d'Aulnat.

## Communes traversées
Coulant dans le seul département du Puy-de-Dôme, l'Artière traverse neuf communes :
- Saint-Genès-Champanelle, Ceyrat, Romagnat, Beaumont, Aubière, Clermont-Ferrand, Aulnat, Pont-du-Château, Les Martres-d'Artière.

## Affluents
Elle a trois affluents : la Gazelle, qui arrose Romagnat, la Tiretaine (branche sud) et le Bec, qui coule entre Pérignat-lès-Sarliève et Cournon-d'Auvergne.
L'Artière a deux affluents référencés :
- le ruisseau de Saint-Genès, 10 km
- la Grande Rase de Sarliève, 13,7 km[note 1]

Le rang de Strahler est donc de trois.

## Toponymie
Artière peut venir de la francisation de l'occitan artièra, « défrichement ». Une deuxième hypothèse est que le toponyme initial de la source de la rivière soit un endroit marqué par la présence des ours. Le préfixe gaulois/celte art signifiant ours étant accolé au suffixe roman tiera, Artière pourrait donc être la « terre des ours ».
L'Artière a donné son nom à la commune des Martres-d'Artière ainsi qu'à divers commerces.
Une entente sportive a également utilisé son nom durant une décennie (2001-2012) : l'entente du Val d'Artière regroupant les clubs de rugby de Beaumont, Romagnat et Saint-Genès-Champanelle. Ce regroupement a permis un développement important pour chacun des clubs concernés au niveau de ses jeunes (5 à 18 ans) avec de nombreux titres (Champion D'auvergne Cadets Teulière A 2010 et Juniors Danets 2012, Vainqueur Oval'team Minimes 2011). L’Artière a ensuite regroupé les clubs de Beaumont et Saint-Genès-Champanelle durant 3 saisons. Celle-ci continuera d’évoluer avec le club Romagnat et Saint-Genès-Champanelle pendant 4 saisons. Depuis 2019, l’entente de l’Artière est composée du club du RC Beaumont ainsi que l’AS Romagnat Rugby Masculin.
L’entente fêtera ses 25 ans en juin 2026.